# Energía eólica en Argentina

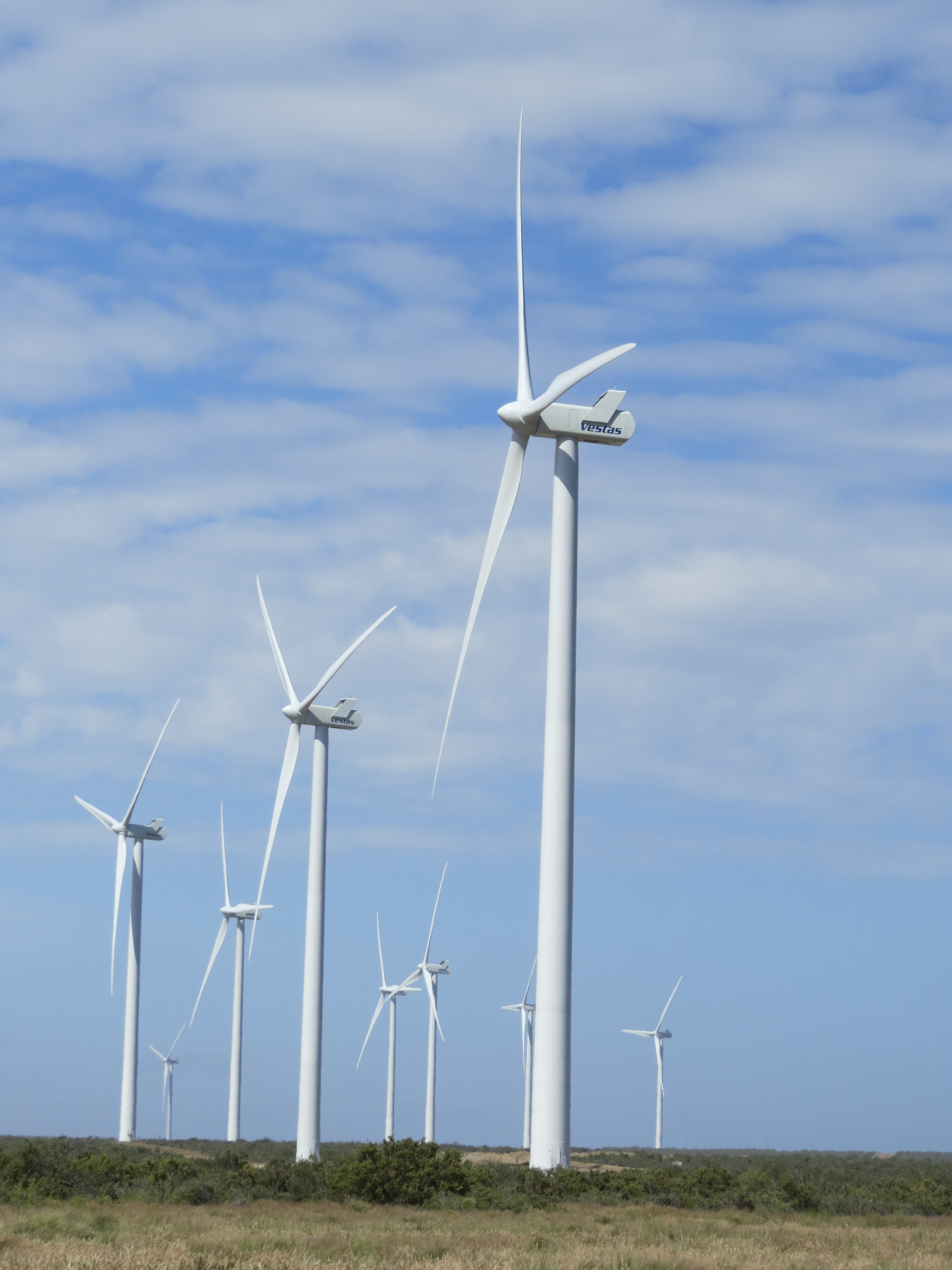
Parque eólico Rawson en Argentina

Evolución de la potencia instalada de energía eólica en Argentina

La energía eólica en Argentina tenía una capacidad instalada en 2023 de 3706 MW. Es un recurso abundante principalmente en la zona de la Patagonia y la Región pampeana que comprende las provincias de Chubut, Neuquén, parte de la Provincia de La Pampa, parte de la Provincia de Buenos Aires, el extremo sur de la Provincia de Mendoza, Río Negro, Santa Cruz y Tierra del Fuego, Antártida e Islas del Atlántico Sur. Existen algunas experiencias de instalación de aerogeneradores conectados a la red de servicios públicos, gerenciados en general por cooperativas eléctricas locales. En años recientes se destacan nuevas instalaciones de energía eólica, de mayor escala, conectadas a la red eléctrica nacional. En la región patagónica, la dirección, constancia y velocidad del viento son tres variables que presentan un máximo en forma casi simultánea, por lo que conforma una de las regiones de mayor potencial eólico del planeta. Cuando el promedio de vientos es superior a 4 m/s (unos 14 km/h) es posible proyectar el uso del recurso eólico que alcanza, en la región patagónica, en promedio los 9 m/s.
Además de la Patagonia, Argentina cuenta con muy buena calidad de recursos eólicos en diferentes regiones del país. La costa sur de la provincia de Buenos Aires tiene una calidad de viento comparable con las mejores regiones del norte de Europa, pero sin los problemas de interconexión que tiene la Patagonia. Otro caso similar es el del departamento Arauco en la provincia de La Rioja.
Los especialistas han determinado que el potencial eólico de la Argentina supera los 2000 GW -gigavatios-, esto es 65 veces la capacidad total instalada en el país sumando todas las fuentes.
Además, de contar con abundantes recursos eólicos, el país cuenta con los recursos tecnológicos necesarios para la fabricación de equipamiento y la instalación de parques eólicos de generación de energía eléctrica y eólica.
La energía eólica se ha convertido en una fuente de generación de electricidad clave para el cambio del modelo energético, más limpio y sostenible. En Latinoamérica, el mayor productor de energía eólica es Brasil.

## Antecedentes y actualidad
Los primeros trabajos vinculados al desarrollo que equipos para la generación de energía eléctrica a partir del recurso eólico comenzaron en 1980, con el desarrollo y construcción de la Turbina Eólica Argentina, con una capacidad nominal de 10 kW. Hacia 1996 se formó la Asociación Argentina de Energía Eólica, creada por iniciativa de un grupo de investigadores de la Facultad de Ingeniería de la Universidad de Buenos Aires.
Entre 1994 y 2002 Argentina contaba con solo 30 MW instalados principalmente por cooperativas eléctricas. Esta situación fue cambiando rápidamente a partir de la licitación del Programa de Generación Eléctrica a partir de Energías Renovables (GENREN). El 30 de junio de 2010 tuvo lugar la adjudicación del Programa, licitación que se llevó a cabo a través de la estatal ENARSA y del Ministerio de Planificación Federal, Inversión Pública y Servicios.  Resultaron adjudicadas proyectos según el siguiente desglose: 754 MW que corresponden a generación eólica, 110,4 MW a térmica con biocombustibles, 20MW a solar fotovoltaica y 10,6 MW a pequeños aprovechamientos hidroeléctricos totalizando 895 MW.
Hasta el momento, de los 754 MW adjudicados, solamente se encuentran en marcha cerca de 130 MW y existen otros 100 MW en fase de construcción.
En la actualidad, la energía eólica en Argentina sigue estando muy poco desarrollada si se tiene en cuenta que los parques de importancia son pocos y recientes, también cuando se compara con el desarrollo en la región. A finales del año 2014, el país contaba con 271 MW de potencia eólica instalada, que sería algo menor si se tienen en cuenta los equipos fuera de servicio. Eso ubica al país por detrás de países de la región como Brasil y Chile, que poseen 3.450 MW y 335 MW respectivamente. En el caso de Brasil, representa más de 15 veces el desarrollo argentino, siendo que en ese país el desarrollo eólico comenzó más tarde que en Argentina y su recurso natural es menos abundante.
En diciembre de 2012, la empresa GENNEIA, propietaria del Parque eólico Rawson, lanza la primera oferta pública para la venta de energía eólica, permitiendo a las empresas interesadas hacer ofertas de compra de hasta el 8% de su consumo de energía eléctrica. Para atender la nueva demanda, la empresa preveía realizar ampliaciones en el parque mencionado.

### Marco legal
Existe una serie de leyes y resoluciones para estimular el desarrollo de la energía eólica como fuente de energía renovable, además de los programas GENREN mencionados.
A través de la Ley Nacional N.º 25019 sobre "Régimen Nacional de Energía Eólica y Solar", que declara de interés nacional a la generación de energía eléctrica de origen eólico y solar en todo el territorio nacional, el Ministerio de Economía y Obras y Servicios Públicos de la Nación, a través de la Secretaría de Energía promueve la investigación y el uso de energías no convencionales o renovables.
La ley 26.190/2006 establece que el 8% del consumo de energía eléctrica debe provenir de fuentes renovables hacia finales de 2016. El régimen ofrece subsidios de hasta 15 pesos por MWh generado y una serie de beneficios fiscales como devolución anticipada de IVA y amortización acelerada de bienes u obras.
La resolución 108/2011 de la Secretaría de Energía, permite a empresas privadas presentar propuestas de generación ofreciendo contratos a 15 años y en dólares, aunque no brinda garantía soberana a los proyectos.

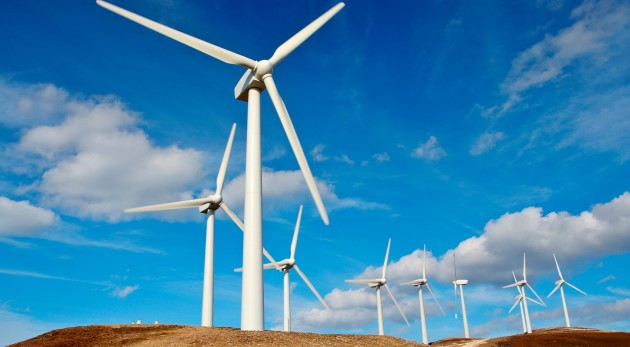
Energía renovable

### Obstáculos al desarrollo y expansión de la industria eólica
A pesar de las excepcionales condiciones naturales, que colocan a Argentina como uno de los mayores potenciales eólicos del mundo, y de contar con herramientas tecnológicas para el desarrollo del sector, el país presenta algunos impedimentos para expandir la industria eólica, entre ellos, la dificultad para captar financiamiento para los proyectos a tasas blandas y la necesidad de mejoras en el marco regulatorio.
En relación con esto, Enrique Pescarmona, fabricante de aerogeneradores IMPSA decía:
“Para cumplir el desafío del desarrollo industrial y tecnológico a partir de la energía eólica es necesario trabajar sobre dos ejes fundamentales: la mejora del marco regulatorio de la actividad y la creación de herramientas de financiamiento a tasas blandas que privilegien la producción nacional”.
Proyecto de Ley para gravar el uso del viento en Chubut. Por otro lado, a principios de 2013, en la legislatura de la Provincia de Chubut se trabajaba en una iniciativa que pretende establecer un canon sobre el uso del recurso viento en el ámbito de la provincia. Distintas voces se expresaron rechazando la iniciativa.

### Clúster Eólico Argentino
En enero de 2012 la Cámara de Industriales de Proyectos e Ingeniería de Bienes de Capital (CIPIBIC), anunció la creación de un cluster industrial de empresas generadoras de energía eólica a través del cual, para 2020 se esperan generar 1000 MW eólicos de producción nacional anual, lo que permitiría sustituir US$ 1.750 millones en equipos, US$ 500 millones en combustible al año y generarían 10 000 puestos de trabajo. Cuenta con 32 empresas de 8 provincias asociadas entre las que se destacan IMPSA, INVAP S.E. y NRG Patagonia SA

## Parques Eólicos

### Parques eólicos de gran escala en funcionamiento
A continuación, se resumen los parques eólicos más importantes del país en estado operativo, que entregan la energía generada a la red nacional de distribución, en general, administrados en el MEM (Mercado Eléctrico Mayorista). Se incluyen los proyectos más recientes realizados en la modalidad de Mercado a Término de Energías Renovables (Mater)
| Nombre del Parque Eólico   | Ubicación Localidad / Provincia | Entrada en servicio     | Potencia nominal en MW | Desarrollador                      | Observaciones |
| -------------------------- | ------------------------------- | ----------------------- | ---------------------- | ---------------------------------- | --- |
| Achiras                    | Achiras, Córdoba                | Septiembre de 2018      | 48                     |                                    | 15 aerogeneradores Nordex Acciona AW de 3.15 MW                                                                    |
| Aluar I                    | Puerto Madryn, Chubut           | Febrero de 2019         | 50,4                   |                                    | 14 aerogeneradores                                                                                                 |
| Arauco I y II              | La Rioja                        | 2011                    | 25,2                   | IMPSA/Arauco Wind Farm-SAPEM/IMPSA | 12 turbinas eólicas IMPSA IWP-83-21000                                                                             |
| Arauco III                 | La Rioja                        | Marzo de 2014           | 25,2                   | IMPSA/Arauco Wind Farm-SAPEM/IMPSA | 12 turbinas eólicas IMPSA IWP-83-2100                                                                              |
| del Bicentenario           | Jaramillo, Santa Cruz           | 2019                    | 122                    | Petroquímica Comodoro Rivadavia    | 35 turbinas eólicas Vestas V-117                                                                                   |
| Chubut Norte I             | Chubut                          | Diciembre de 2018       | 28                     | Genneia                            | 8 aerogeneradores Vestas V126                                                                                      |
| Corti                      | Bahía Blanca, Buenos Aires      | Mayo de 2018            | 100                    | Pampa Energía                      | 29 aerogeneradores Vestas de 3,45                                                                                  |
| Parque Eólico "Centenario" | Punta Alta, Buenos Aires        | 14 de diciembre de 1998 | 0,6                    | Pampa Energía                      | Intersección de la Ruta Nacional N.º 3 y la Provincial N.º 249, a unos 20 km de Punta Alta y a 4 km de Bajo Hondo. |
| Diadema                    | Chubut                          | 2010                    | 6,3                    | Enercon                            | 7 turbinas eólicas Wobben E44/900                                                                                  |
| El Jume                    | Santiago del Estero             | Octubre de 2015         | 8                      |                                    | 4 turbinas eólicas IMPSA IWP-100-2000                                                                              |
| Garayalde                  | Garayalde, Chubut               | Diciembre de 2018       | 24,15                  | Pan American Energy                | 7 aerogeneradores Vestas V126 de 3,45 MW                                                                           |
| La Banderita               | General Acha, La Pampa          | Abril de 2019           | 36,75                  | ABO-Wind                           | 11 aerogeneradores Vestas V136/3600                                                                                |
| La Castellana              | Villarino, Buenos Aires         | Agosto de 2018          | 100,8                  |                                    | 32 aerogeneradores                                                                                                 |
| Loma Blanca IV             | Trelew, Chubut                  | Julio de 2013           | 51                     | Sidsel - Sideli                    | 17 turbinas eólicas Alstom Power 100                                                                               |
| Manantiales Behr           | Comodoro Rivadavia, Chubut      | Agosto de 2018          | 99                     | YPF Luz                            | 30 aerogeneradores Vestas V112/3300                                                                                |
| Puerto Madryn I            | Puerto Madryn, Chubut           | Diciembre de 2018       | 220                    | Genneia                            | 62 aerogeneradores Vestas V126 de 3,6                                                                              |
| Rawson I                   | Rawson, Chubut                  | Enero de 2012           | 48,6                   | Genneia                            | 27 turbinas eólicas Vestas V90/1800 potencia 1.8                                                                   |
| Rawson II                  | Rawson, Chubut                  | Enero de 2012           | 28,8                   | Genneia                            | 16 turbinas eólicas Vestas V90/1800 potencia 1.8                                                                   |
| Rawson III                 | Rawson, Chubut                  | Diciembre de 2017       | 25                     | Genneia                            | 12 aerogeneradores                                                                                                 |
| Villalonga                 | Patagones, Buenos Aires         | Diciembre de 2018       | 51,75                  | Genneia                            | 15 aerogeneradores Vesta                                                                                           |
| Chubut Norte III           | Puerto Madryn, Chubut           | 2021                    | 57,66                  | Genneia                            | 13 aerogeneradores Nordex                                                                                          |
| Chubut Norte IV            | Puerto Madryn, Chubut           | 2021                    | 83                     | Genneia                            | 19 aerogeneradores Nordex                                                                                          |

### Parques eólicos en desarrollo o construcción
| Nombre del Parque Eólico | Ubicación Localidad / Provincia         | Etapa       | Potencia nominal en MW | Desarrollador                                            | Observaciones                                                                                            |
| ------------------------ | --------------------------------------- | ----------- | ---------------------- | -------------------------------------------------------- | --- |
| Malaspina                | Malaspina, Chubut                       |             | 50                     | Total Eren                                               | 14 aerogeneradores Senvion de 3,6 MW                                                                     |
| Koluel Kayke             | Koluel Kayke, Santa Cruz                | II          | 25                     |                                                          | Sin continuidad año 2023. Proyecto iniciado en 2012 por IMPSA y vendido a otras empresas.                |
| Central eólica Gastre    | Gastre, Chubut                          |             | 1350                   | GEASSA                                                   | Sin continuidad año 2023. El proyecto incluye estación transformadora y líneas de transmisión.           |
| Madryn                   | Puerto Madryn, Chubut                   | I y II      | 220                    | GENNEIA                                                  | Etapa I inaugurada en diciembre de 2018                                                                  |
| Valle Hermoso            | Valle Hermoso, Chubut                   |             | 12                     | Eólica Valle Hermoso                                     | 8 aerogeneradores NRG 1500 de 1,5 MW                                                                     |
| Rufino                   | Rufino, Santa Fe                        |             | 10                     |                                                          | En stand by.                                                                                             |
| Vientos Los Hércules     | Pico Truncado, Santa Cruz               |             | 97.2                   | Total Eren - Mitsui & Co.                                | 27 aerogeneradores Senvion de 3,6 MW                                                                     |
| Kosten                   | Pampa del Castillo, Chubut              |             | 24                     | Grenergy Argentina                                       | 7 aerogeneradores Senvion de 3,4 MW y 3,6 MW                                                             |
| García del Río           | Bahía Blanca, Buenos Aires              |             | 10                     | Envision Energy                                          | 4 aerogeneradores de 2,5 MW                                                                              |
| Vientos del Secano       | Buratovich, Buenos Aires                |             | 50                     | Envision Energy                                          | 20 aerogeneradores                                                                                       |
| Los Meandros             | Confluencia, Neuquén                    |             | 125                    | Envision Energy                                          | 50 aerogeneradores de 2,5 MW                                                                             |
| Cerro Alto               | Pilcaniyeu, Río Negro                   |             | 50                     | Envision Energy                                          | 28 aerogeneradores de 2 MW                                                                               |
| Pampa                    | Tres Arroyos, Buenos Aires              |             | 100                    |                                                          | 31 aerogeneradores                                                                                       |
| Miramar                  | General Alvarado, Buenos Aires          |             | 120                    |                                                          | 29 aerogeneradores                                                                                       |
| El Llano                 | Puerto Madryn, Chubut                   | I, II y III | 53                     | Aluar Aluminio Argentino (Propietario)                   | 14 turbinas V136 – 3,6 MW                                                                                |
| El Mataco - San Jorge    | Tornquist, Buenos Aires                 |             | 200                    | Petroquímica Comodoro Rivadavia                          | 51 aerogeneradores Vestas V136 (27 de 3.8 MW y 24 de 4.2 MW)                                             |
| Cañadón León             | Cañadón Seco, Santa Cruz                |             | 120                    | YPF Energía Eléctrica                                    | 30 aerogeneradores                                                                                       |
| La Genoveva              | Bahía Blanca, Buenos Aires              | I y II      | 129                    | Central Puerto                                           | 23 aerogeneradores Ronda 2.0 y 11 aerogeneradores MATER                                                  |
| Vientos de Fray Güen     | Mechongué, Buenos Aires                 |             | 100                    | Eolia                                                    | 25 aerogeneradores                                                                                       |
| El Sosneado-Aliwen       | El Sosneado, Mendoza                    |             | 50                     | Aliwen Energía S.A.                                      | 25 aerogeneradores                                                                                       |
| Vientos Neuquinos        | Paraje Bajada Colorada, Neuquén         |             | 100                    | AES Corporation                                          | 29 turbinas de 1 m de altura de buje, 132 m de diámetro de rotor y 3,465 megavatios de potencia nominal. |
| Los Teros                | Azul, Buenos Aires                      | I y II      | 175                    | YPF Luz                                                  | 45 aerogeneradores: 32 de 3,83 MW y 13 de 4 MW                                                           |
| San Luis Norte           | Paraje Toro Negro,Provincia de San Luis | I           | 201,6                  | Petroquímica Comodoro Rivadavia & Arcelor Mittal Acindar | 48 turbinas Vestas V150 4,5 MW 130 HH                                                                    |

### Otros parques eólicos.
La siguiente es una lista de emprendimientos eólicos de baja escala.  En general, son gerenciados por cooperativas eléctricas o para suministrar energía en lugares aislados. La energía generada es consumida, generalmente, en la misma red local donde se encuentra. Los datos son nominales, ya que numerosas turbinas pueden quedar fuera de servicio por diversas fallas.
| Nombre del Parque Eólico          | Ubicación Localidad / Provincia | Entrada en servicio | Potencia nominal en MW | Operador                                                | Observaciones                           |
| --------------------------------- | ------------------------------- | ------------------- | ---------------------- | ------------------------------------------------------- | --------------------------------------- |
| Claromecó                         | Claromecó, Buenos Aires         | Enero de 1999       | 0.75                   | Cooperativa Eléctrica de Claromeco                      | 1 turbina eólica Neg Micon NM48/750     |
| C. Rivadavia-Antonio Moran Fase 1 | Comodoro Rivadavia, Chubut      | Enero de 1994       | 0.5                    | PECORSA                                                 | 2 turbinas eólicas Micon M530           |
| C. Rivadavia-Antonio Moran Fase 2 | Comodoro Rivadavia, Chubut      | Septiembre de 1997  | 6                      | Cooperativa Eléctrica SCPL                              | 8 turbinas eólicas Neg Micon NM44/750   |
| C. Rivadavia-Antonio Moran Fase 3 | Comodoro Rivadavia, Chubut      | Diciembre de 2001   | 5.28                   | Cooperativa Eléctrica SCPL                              | 8 turbinas eólicas Gamesa G47/660       |
| Cutral Co                         | Cutral Co, Neuquén              | Octubre de 1994     | 0.4                    | Cooperativa Eléctrica de Cutral-Co                      | 1 turbina eólica Micon M400             |
| Darregueira                       | Darregueira, Buenos Aires       | Octubre de 1997     | 0.75                   | Cooperativa Eléctrica de Darregueira                    | 1 turbina eólica Neg Micon NM44/750     |
| Enos Necochea                     | Necochea, Buenos Aires          | Diciembre de 2009   | 0.25                   |                                                         | 1 turbina eólica Neg Micon              |
| General Acha                      | General Acha, Buenos Aires      | Diciembre de 2002   | 1.8                    | Cooperativa de Servicios Públicos de General Acha Ltda. | 2 turbinas eólicas Neg Micon NM52/900   |
| Mayor Buratovich                  | Mayor Buratovich, Buenos Aires  | Octubre de 1997     | 1.2                    | Cooperativa Eléctrica de Mayor Buratovich               | 2 turbinas eólicas Bonus B44/600        |
| Pico Truncado - Parte 1           | Pico Truncado, Santa Cruz       | Febrero de 2001     | 1.2                    | Municipalidad de Pico Truncado                          | 2 turbinas eólicas Wobben E40/600       |
| Pico Truncado - Parte 4           | Pico Truncado, Santa Cruz       | 2004                | 1.2                    | Municipalidad de Pico Truncado                          | 2 turbinas eólicas Wobben E40/600       |
| Punta Alta - Parte 1              | Punta Alta, Buenos Aires        | Febrero de 1995     | 0.4                    | Cooperativa Eléctrica de Punta Alta Ltda                | 1 turbina eólica                        |
| Punta Alta - Parte 2              | Punta Alta, Buenos Aires        | Diciembre de 1998   | 1.8                    | Cooperativa Eléctrica de Punta Alta Ltda                | 3 turbinas eólicas Bonus B44/600        |
| Rada Tilly                        | Rada Tilly, Chubut              | 1996                | 0.4                    | COAGUA                                                  | 1 turbina eólica Micon M400             |
| Tandil                            | Tandil, Buenos Aires            | Mayo de 1995        | 0.4                    | Cooperativa Eléctrica de Tandil-Azul Ltda               | 1 turbina eólica                        |
| Tordillo - Parte 1                | El Tordillo, Chubut             | Enero de 2010       | 1.5                    |                                                         | 1 turbina eólica IMPSA                  |
| Tordillo - Parte 2                | El Tordillo, Chubut             | Enero de 2010       | 1.5                    |                                                         | 1 turbina eólica NRG Patagonia NRG 1500 |
| Veladero                          | Iglesia, San Juan               | Noviembre de 2007   | 2                      | Barrick Gold                                            | 1 turbina eólica Dewind D8.2            |

## Generación
La producción de energía eléctrica con fuente en la energía eólica tuvo un primer crecimiento a fines de los años '90 y principio de los 2000 con la incursión por parte de las cooperativas. 
Años posteriores, se evidencia un decrecimiento, debido a la paulatina salida de servicio de aerogeneradores. 
Un segundo crecimiento se produjo, a partir de 2012, de la mano de los parques eólicos de gran escala, entre otros, como parte de la licitación GENREN.
Aun así, la energía eólica, sigue representando un porcentaje marginal dentro del mix de energía eléctrica (aprox. 0,4% en 2015).
Se muestra la generación asociada a redes de transporte y distribución: